# Oleandra
Oleandra (lat. Oleandra), biljni rod od 22 vrste puzećih trajnica koje čine samostalnu porodicu Oleandraceae, papratnjača iz reda osladolike. 
Dvadesetak vrsta rašireno ke po tropskim krajevima Amerike, Afrike, Azije i Austrlije

## Vrste
1. Oleandra amazonica C.V.Miranda & J.Prado
2. Oleandra angusta Copel.
3. Oleandra annetii Tardieu
4. Oleandra articulata (Sw.) C.Presl
5. Oleandra australis Schwartsb. & J.Prado
6. Oleandra baetae Damazio
7. Oleandra bradei Christ
8. Oleandra brasiliana Schwartsb. & J.Prado
9. Oleandra coriacea Copel.
10. Oleandra cumingii J.Sm.
11. Oleandra decurrens Maxon
12. Oleandra distenta Kunze
13. Oleandra ejurana C.D.Adams
14. Oleandra guatemalensis Maxon
15. Oleandra hirta Brack.
16. Oleandra hovenkampii C.V.Miranda & Schwartsb.
17. Oleandra lehmannii Maxon
18. Oleandra musifolia (Blume) C.Presl
19. Oleandra neriiformis Cav.
20. Oleandra pilosa Hook.
21. Oleandra pistillaris (Sw.) C.Chr.
22. Oleandra quartziticola Schwartsb. & J.Prado
23. Oleandra sibbaldii Grev.
24. Oleandra steyermarkii Lellinger ex C.V.Miranda & Labiak
25. Oleandra undulata (Willd.) Ching
26. Oleandra vulpina C.Chr.
27. Oleandra wallichii (Hook.) C.Presl
28. Oleandra welwitschii (Baker) Pic.Serm.
29. Oleandra werneri Rosenst.
30. Oleandra zapatana Lellinger